# Invasión de Jamaica
La invasión de Jamaica (en inglés, invasion of Jamaica) de 1655 fue una acción militar de la mancomunidad de Inglaterra que conquistó la Jamaica española. 
La captura de Jamaica fue el casus belli de la guerra anglo española (1655-1660) y dio lugar a los trecientos años del periodo inglés del Jamaica conocido como colonia de Jamaica.

## Antecedentes
La operación Western Design de Oliver Cromwell tenía como propósito la expansión de Inglaterra en América a costa  de los territorios bajo soberanía española. Se trataba de un ambicioso plan que comprendía el bloqueo de la ruta de la Flota de Indias en la bahía de Cádiz (España) y conquista de plazas y puertos de primer orden en Hispanoamérica.
La operación para el bloqueo del tránsito hacia y desde Hispanoamérica fue encomendada en septiembre de 1654 a Robert Blake con veinticuatro navíos. La ofensiva para la ocupación de La Española partió en diciembre de 1654 con el envío de una flota de más de cuarenta barcos y hasta ocho mil efectivos. En enero de 1655 la flota se detuvo en islas Barbados, y el 13 de abril de 1655, con treinta y siete naves entre barcos de guerra y de intendencia, se produjo el desembarco de cuatro mil efectivos en la región de Santo Domingo. Sin embargo, el ejército inglés fue exitosamente rechazado en el asedio a Santo Domingo por las guarniciones de la isla y los propios civiles. Además, la artillería española frenó el ataque de los ingleses, quienes se retiraron con más de mil bajas. Ante el fracaso de su objetivo principal, William Penn y Robert Venables, al mando de la expedición, se encaminaron el 10 de mayo hacia la Jamaica española. Su propósito era salvar el fracaso de Santo Domingo ante Cromwell y diluir su responsabilidad por un deficiente adiestramiento de los soldados y planificación de la operación.
La Jamaica española era un objetivo mucho más asequible, a diferencia de La Española, Puerto Rico o Cuba, la isla carecía de defensas fortificadas solventes y estaba escasamente poblada con poco más de mil quinientos habitantes. El motivo del lento desarrollo de la Jamaica española en el siglo XVII había sido consecuencia de la constantes incursiones de los piratas ingleses, franceses y neerlandeses. Penn, el comandante naval inglés, había perdido la fe en los oficiales de las unidades del ejército acompañantes después del asedio de Santo Domingo, y asumió el mando general de la fuerza inglesa.

## Invasión de Jamaica
On Wednesday morning, being the 9th of May, we saw Jamaica Iand, very high land afar off.  Wednesday the 10th our souldiers in numbers 7000 (the sea regiment being none of them) landed at the 3 forts...

Traducción:

El miércoles por la mañana, siendo el 9 de mayo, vimos la tierra de Jamaica, tierra muy alta en la lejanía. El miércoles 10 de nuestros soldados en número 7.000 (el regimiento del mar no era ninguno de ellos) aterrizaron en los 3 fuertes...
De la carta de un soldado involucrado en la invasión inglesa de Jamaica en 1655

Tras la noticia de la presencia de la flota inglesa en La Española, la defensa española se concentró en Santiado de la Vega (actual Spanish Town) que debía aguantar la acometida enemiga hasta la llegada de socorro de Cuba o Santo Domingo. Sin embargo, ante la sospecha de que la invasión de Jamaica fuera un señuelo para que éstas quedaran desguarnecidas, ni Alonso de Fuenmayor ni Diego de Mazariegos ordenaron una operación de socorro.
Las primeras naves fueron avistadas el 19 de mayo en Punta Morant. Advertido el gobernador Juan Ramírez de Arellano, los jamaiquinos organizaron la defensa de las poblaciones más importantes. Al amanecer del 21 de mayo la flota inglesa se adentró en las aguas poco profundas de la bahía de Caguaya (en Passage Fort, parroquia de Kingston). William Penn pasó de su Swiftsure de 60 cañones a una galera Martin de 12 cañones, más liviana, y dirigió una flotilla de naves más pequeñas, adecuadas a la escasa profundidad de la bahía. Tanto la batería española que cubría el puerto de Kinsgton como los ingleses abrieron fuego. Además, una milicia al mando del hacendado Francisco de Proenza salió en defensa de la plaza, retirándose al poco tiempo.Rápidamente, Penn ocupó la escasamente guarnecida Santiago de la Vega y obligó a Juan Ramírez de Arellano a capitular. El 25 de mayo Venables desembarcó el 25 de mayo para dictar las condiciones de la rendición. Finalmente, Juan Ramírez de Arellano suscribió el 27 de mayo la anexión de la Jamaica a la Commonwealth de Inglaterra. Los jamaiquinos españoles fueron obligados a abandonar la isla bajo pena de muerte. 
Se produjo entonces la huida de los españoles Jamaiquinos, principalmente a Cuba. Juan Ramírez de Arellano falleció en el viaje a San Francisco de Campeche. Sin embargo, existieron núcleos de resistencia a la ocupación inglesa, como el liderado por Francisco de Proenza en Guatibacoa. Proenza y los líderes cimarrones Juan de Bolas y Juan de Serras, contaron con el respaldo de Cuba, para llevar a cabo una rebelión contra la ocupación inglesa. 

## Consecuencias

Colonias europeas en el Caribe en 1700.

### Guerra Anglo Española (1655-1660)
Ante las numerosas bajas por enfermedades y hambruna por la carencia de alimentos o suministros, Penn y Venables ordenaron el regreso de la expedición a Inglaterra en agosto de 1655, dejando diez embarcaciones en Jamaica. La expedición había perdido más de la mitad de los navíos en las operaciones en las Antillas. 
El ataque inglés a Santo Domingo y la ocupación de Jamaica supuso en septiembre de 1655 el embargo de los bienes de los mercaderes ingleses en los puertos de la Monarquía Hispánica, al tiempo que cundió el descontento con Cromwell por el magro resultado de la expedición.Cromwell decretó la pena de prisión en la Torre de Londres para Penn y Venables por el fracaso en La Española.

#### Resistencia española en Jamaica (1655-1660)
En Jamaica, donde los ingleses habían dejado diez barcos, la enfermedad, el hambre y la resistencia de las tropas jamaiquinas y del resto de Nueva España infringieron más de cinco mil bajas entre los efectivos ingleses, pasando de siete mil entre oficiales y tropas a dos mil quinientos.Proenza asimismo cayó enfermo de ceguera, siendo sucedido por el teniente general Cristóbal Arnaldo de Issasi. Finalmente, las topas españolas encabezados por Isassi y los líderes cimarrones, fueron derrotados Ocho Ríos en 1657 y en Río Nuevo en 1658 (parroquia de Saint Mary).Pese a la incorporación de refuerzos temporales como el Tercio Mexicano, la alianza entre el cimarrón Juan de Bolas y el gobernador inglés de Jamaica Edward D'Oyley en 1660 dio a los ingleses una ventaja decisiva. Cristóbal Arnaldo de Issasi dio entonces por perdida la Jamaica española, abandonando su cuartel general en Las Chorreras y retirándose las tropas españolas a Cuba.

### Tratado de Madrid (1670)
El tratado de Madrid (1670) supuso el reconocimiento de España a las colonias inglesas de Jamaica e Islas Caimán.